# A Good Old Fashioned Orgy
A Good Old Fashioned Orgy es una película de comedia estadounidense de 2011 escrita y dirigida por Alex Gregory y Peter Huyck. Cuenta con las actuaciones estelares de Jason Sudeikis, Leslie Bibb, Lake Bell, Michelle Borth, Nick Kroll, Tyler Labine, Lindsay Sloane, Lucy Punch y Will Forte. La trama principal sigue la historia de Eric (Jason Sudeikis), quien, luego de haber organizado fiestas en la casa de su padre durante años, decide organizar una última juerga antes de que la casa sea vendida: una orgía.
La película fue lanzada por primera vez a nivel mundial en el Tribeca Film Festival de 2011 en la ciudad de Nueva York, el 29 de abril de 2011. La película luego fue lanzada en cines en los Estados Unidos el 2 de septiembre de 2011.

## Trama
Eric (Jason Sudeikis) es un adolescente perpetuo que vive para la juerga y organiza eventos temáticos con sus amigos en la casa grande de su padre en los Hamptons. El 3 de julio Eric decide arrojar una fiesta estilo white trash a la que van sus amigos Sue (Michelle Borth), Adam (Nick Kroll), Mike (Tyler Labine), Laura (Lindsay Sloane), Kate (Lucy Punch), Glenn (Will Forte), Doug (Martin Starr) y su novia Willow (Angela Sarafyan), y Alison (Lake Bell) y su novio Marcus (Rhys Coiro). Eric conoce a Kelly (Leslie Bibb) en la fiesta. La mañana siguiente, el padre de Eric (Don Johnson) llega y le informa que está poniendo la casa a la venta. El fin de semana siguiente el grupo vuelve a la casa para encontrarse que está en proceso de ser vendida por Dody (Lin Shaye) y Kelly.
Eric y Mike deciden organizar una última fiesta en la casa el fin de semana del Día del Trabajo. Lamentándose de que la actitud más liberal en relación con el sexo de la nueva generación ha sobrepasado la suya, Eric sugiere que tengan una orgía. Cuando le presenta la idea a sus amigos estos se muestran reacios, pero cuando Mike y Eric argumentan que luego de que la casa sea vendida ya no se juntarán tan seguido, Sue decide participar. Laura se une al plan para mejorar su autoestima, y luego es seguida por Alison después de que termina su relación con Marcus. Sue tiene sentimientos hacia Eric desde el colegio, pero este último decide comenzar una relación con Kelly, para tratar de interferir con la venta de la casa. Doug y Willow también se unen a la orgía después. En la boda de Kate y Glenn, Adam revela en borracho que ha perdido su trabajo porque Eric destruyó su teléfono en la fiesta de white trash, y decide unirse a la orgía también. Glenn se entera de la orgía y le cuenta a Kate, lo que ocasiona que la pareja se moleste con el grupo por no incluirlos.
Eric y Mike van a un club sexual clandestino para investigar sobre orgías, y obtienen consejos deltío de Mike, Vic (David Koechner). Más adelante, en una cita con Kelly, ella le pide a Eric que se junte con ella y sus amigos en el Día del Trabajo, y él acepta a regañadientes. Eric le confiesa a Mike que está comenzando a sentir algo más profundo por Kelly y que ya no está seguro de querer participar de la orgía. La semana antes del Día del Trabajo, Kate y Glenn les piden permiso al grupo para participar de la orgían, pero el grupo los rechaza. Esa misma noche Kelly le dice a Eric que la pedido a Dody que retrase un poco la venta de la casa hasta el fin del verano.
Una vez llegado el fin de semana del Día del Trabajo, el grupo se prepara para la orgía. Doug decide no tomar parte a última hora, haciendo que el grupo comience a discutir, terminando en que Alison revela públicamente que tiene sentimientos por Eric, y Doug acusa a Mike de ser la "mascota" de Eric. Glenn y Kate llegan sin invitación, con la intención de colarse a la orgía, pero terminan teniendo sexo en el auto. Eric decide irse y va a la casa de Kelly, solo para descubrir que ella está en una cita con otro hombre. Eric regresa a la fiesta en donde el grupo de reconcilia, y la orgía finalmente comienza.
Al día siguiente, Doug le da a Mike una copia de su álbum terminado, demostrando que finalmente había tomado el coraje necesario para seguir su carrera musical. Sue supera los sentimientos que tenía por Eric, Adam y Laura comienzan una relación, y Eric se reconcilia con Kelly. Kelly le dice a Eric que la venta de la casa no se pudo completar y que ahora tomará más tiempo en venderse. Con esa noticia, Eric comienza a planear una nueva fiesta para el Día de los Caídos.

## Reparto
El reparto incluye a:
| Actor           | Personaje       | Descripción |
| --------------- | --------------- | --- |
| Jason Sudeikis  | Eric Keppler    | Se confirmó que Sudeikis sería el protagonista de la película en 2008. |
| Leslie Bibb     | Kelly           | La agente de bienes raíces que está vendiendo la casa y el interés sentimental Eric. Bibb fue confirmada como protagonista en mayo de 2008. |
| Lake Bell       | Alison Lobel    | Una psicóloga que acuerda participar de la orgía luego de terminar con su novio. Bell se unió al reparto en junio de 2008. |
| Michelle Borth  | Sue Plummer     | Una de los amigas. Siente algo por Eric. Borth se unió al reparto en mayo de 2008. |
| Nick Kroll      | Adam Richman    | Un trabajólico hipocondríaco. |
| Tyler Labine    | Mike McCrudden  | El mejor amigo de Eric. |
| Angela Sarafyan | Willow Talbot   | La novia de Doug. |
| Lindsay Sloane  | Laura LaCarubba | Una profesora de escuela y la amiga tímida de Eric. Se une a la orgía para enfrentar sus problemas de imagen corporal. En un principio Sloane se mostró rehacia a participar en el proyecto, diciendo: "recibí el guion y cuando ví el título inmediatamente lo puse a un lado". |
| Martin Starr    | Doug Duquez     | Un estudiante de derecho y aspirante a músico. |
| Lucy Punch      | Kate            | La esposa de Glenn que quiere participar de la orgía. |
| Will Forte      | Glenn           | El esposo de Kate que quiere participar de la orgía. Forte fue confirmado en mayo de 2008. |
| Lin Shaye       | Dody Henderson  | La colega de Kelly y miembro de un club de sexo clandestino. |
| David Koechner  | Vic George      | El tío de Mike del cual Mike obtiene consejos para la orgía en club de sexo clandestino. |
| Don Johnson     | Jerry Keppler   | Padre de Eric. |

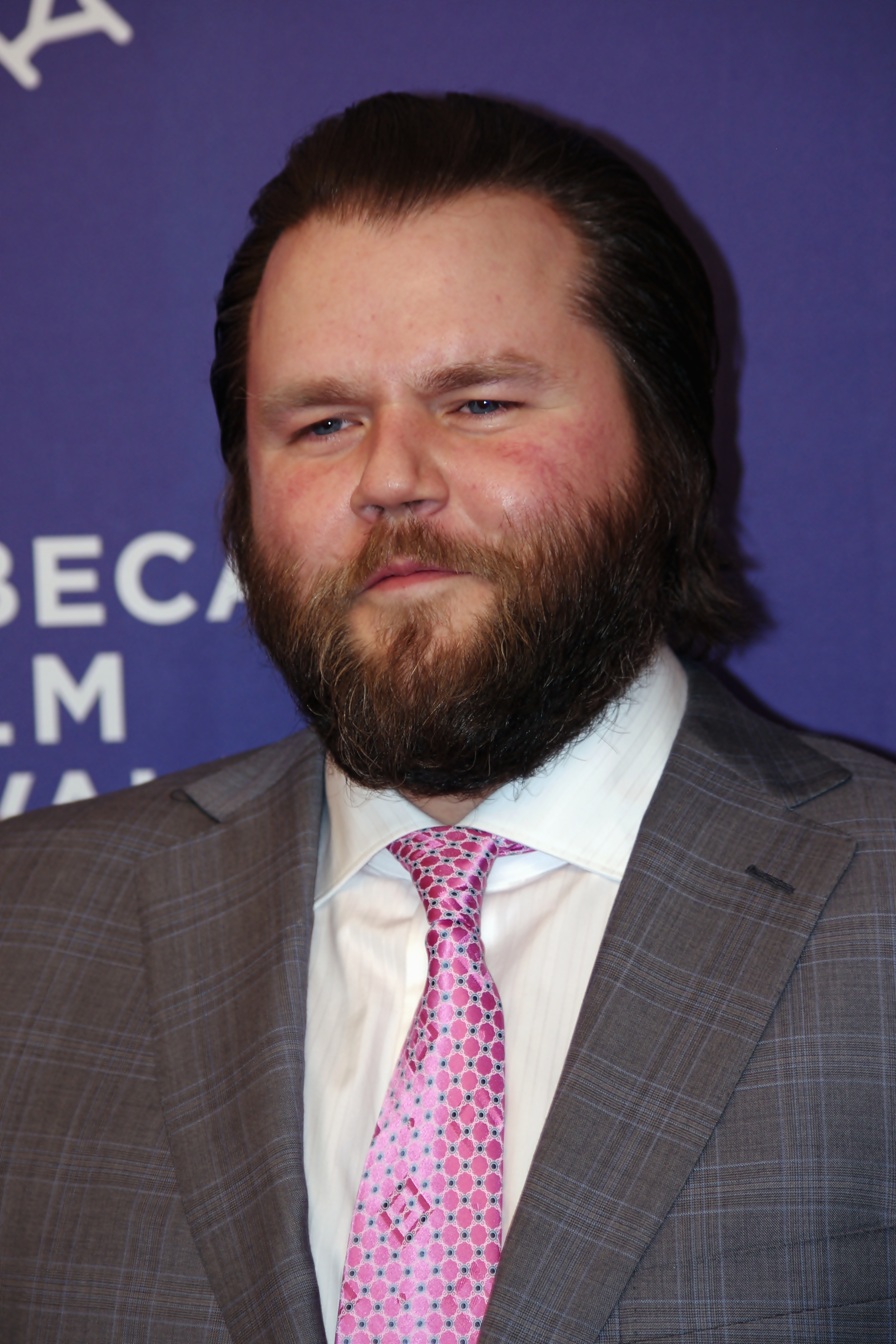
Labine fue elogiado por habilidad comíca.

Gregory y Huyck tuvieron apariciones cameo en la película como el repartidor de pizza y la cita de Kelly, respectivamente.

## Desarrollo

### Guion
A Good Old Fashioned Orgy estuvo en desarrollo por largo tiempo. Gregory y Hyuck comenzaron con la escritura del guion a principios de 1997 mientras escribían el guion para la serie televisiva The Larry Sanders Show. El concepto de la película se basó en una historia que le contó un colega guionista sobre una fiesta a la que había asistido en Hollywood Hills que terminó convirtiéndose en una orgía improvisada. Aunque no estaban convencidos de que tan cierta era la historia ya que creían que la gente tendría "demasiada vergüenza, miedo y culpa para hacer una orgía exitosa", la historia inspiró a Gregory y Huyck. El par pensó que el concepto sería un tema interesante para una comedia en parte debido a las poderosas emociones que una situación tan sexualmente cargada traería consigo. Todos los personajes estuvieron basados en Gregory, Huyck y sus propios amigos. Gregory dijo que Eric (Sudeikis) y Mike (Labine) están basados en gran parte en Huyck, con el vestuiaro de ambos basado en él. Huyck dijo que Adam, Glenn y Marcus estaban basados en Gregory.
Gregory y Huyck llevaron el primer borrador del guion al en ese entonces su actual agente de TV quien les aconsejó que no trabajen más sobre la idea y abandonen el proyecto. Impávidos, el par hizo circular su borrador y se reunió con varios productores para reunir un equipo de producción. Con los productores definidos, comenzaron a pensar en el reparto, inicialmente pensando en Vince Vaughn. Vaughn finalmente no participó en la película pero trabajó con Gregory y Huyck en mejorar el guion.  Sobre el aporte de Vaughn, Gregory dijo:

Vince Vaughn nos dio el mejor consejo sobre la película. Nostros [Gregory y Huyck] estábamos tratando de hacer una película generacional, y sugirió que para que se algo que resuene con todas las audiencias, debíamos hacerla específica y personal. Suena ilógico, pero tenía razón. Nosotros somos muy anticuados, y por eso pensamos que esta era un área incómodamente graciosa. Si fuéramos tipos de orgías, este hubiese sido un drama super realista.

### Casting
Con la nueva dirección de la trama, el par volvió a analizar la selección del actor que interpretaría al protagonista, Eric. Huyck eventualmente vio a Sudeikis cantando en un after party de Saturday Night Live y pensaron que sería una buena elección para el papel. En ese entonces, Sudeikis era solo un guionista para Saturday Night Live y el otorgarle el rol principal en esta película requeriría un acto de fe. No obstante, luego de que Gregory vio a Sudeikis actuar en el sitcom 30 Rock se convenció de que era perfecto para el papel. En entrevistas con los directores de reparto, Susie Farris indicó que su primera opción para el papel también había sido Sudeikis, resultando en que sea contratado.

### Filmación
El rodaje comenzó en mayo de 2008 en Wilimington, Carolina del Norte, tomando un periodo de 30 días.  Wilmington fue elegido por contar con la infraestructura de estudio más grande en la costa oeste de los Estados Unidos y porque la arquitectura local tiene similitudes con la de Hamptons en la Ciudad de Nueva York. No se construyeron sets adicionales para producción, y toda la filmación tuvo lugar en lugares y establecimientos reales y se utilizaron residentes locales como extras. Un establecimiento en particular, "Fred's Beds", solo aceptó ser utilizado para la filmación siempre y cuando su nombre sea visible en la picante escena en la que los personajes buscan información sobre orgías en un club de sexo. Una escena de fiesta incluyó el uso de extras del lugar y fue filmada en un periodo de 10 horas.

## Lanzamiento
En febrero de 2011, Samuel Goldwyn Films y Sony Pictures Worldwide Acquisitions (SPWA) obtuvieron los derechos de distribución para la película en los Estados Unidos. Samuel Goldwyn tenía planeado lanzarla en cines a finales del verano de 2011. SPW también obtuvo los derechos para el lanzamiento en Australia y Canadá. La película fue presentada por primera vez en el Festival de Cine de Tribeca en Nueva York el 29 de abril de 2011.  La premier en la costa oeste de los Estados Unidos tuvo lugar en el cine ArcLight Hollywood en Hollywood, California el 25 de agosto de 2011.

### Recaudación
A Good Old Fashioned Orgy tuvo un lanzamiento limitado en solo 143 cines en Estados Unidos el 2 de septiembre de 2011. Durante su jornada inaugural, la película recaudó un total de $117.564, un promedio de $822 por cine. Para el 18 de septiembre de 2011, había recaudado un total de $220.227.

### Recepción crítica
La película fue, por lo general, mal recibida por la crítica. Tiene un puntaje de 32% (4.4/10) de aprobación agregada basado en 63 reseñas en el sitio Rotten Tomatoes, ofreciendo un consenso que dice que "su titilante título promete procaces carcajadas, pero A Good Old Fashion Orgy está tan mal escrita, mediocremente actuada y es tan solo esporádicamente graciosa que no llega a cumplir con lo prometido".  La película también recibió un puntaje de 44 sobre 100 en el sitio agregador de reseñas Metacritic, la cual indica una recepción "mediocre o variable" basada en 26 reseñas.
John DeFore de The Hollywood Reporter comparó favorablemente a la película a las "historias de romances locos de verano de los años 1980", describiendo A Good Old Fashioned Orgy como una "sólida película comercial". DeFore apreció las "vivaces charlas animadas" del elenco, pero resaltó a Labine en particular por ser "intrínsicamente gracioso" y el "el único miembro del elenco capaz de producir risas automáticamente". No obstante, DeFore lamentó que la película sea "menos escandalosa de lo esperado" dada la premisa y "puede que deja a algunas audiencias esperando más". DeFore criticó a la película por incluir a mujeres que "parecen modelos" en la orgía "mientras que solo uno de los hombres podía ser considerado atractivo".  John Anderson de Variety reaccionó positivamente a la película, diciendo que "el momento oportuno de esta farsa saturada de sexo... la hace una ganadora en el departamento de las risas", haciendo eco de los sentimientos de DeFore sobre los diálogos "inteligentes". Anderson elogió las actuaciones de Sudeikis y Labine, resaltando en particular lo gracioso que es Labine.
Katie Calautti de Comic Book Resources apreció el inteligente humor y "palpable química" entre los miembros del elenco. Calautti también elogió a Labine, diciendo que él "irrefutablemente se roba el show con sus oportunos momentos cómicos al estilo Jack Black y su encanto al estilo Chris Farley". Calautti concluyó su reseña diciendo "No obstante, el final feliz es que su perfecto casting y sólida narrativa harán valer tu dinero". The Village Voice disfrutó de la película, indicando que "frases y líneas memorables llueven de cada esquina, lo suficiente como para ignorar los demás aspectos débiles" y concluyó diciendo que "puede que sea la comedia de sexo que esta generación se merece".